# Scrapter bicolor
Scrapter bicolor är en biart som beskrevs av Amédée Louis Michel Lepeletier 1825. Scrapter bicolor ingår i släktet Scrapter och familjen korttungebin. Inga underarter finns listade i Catalogue of Life.

## Bildgalleri

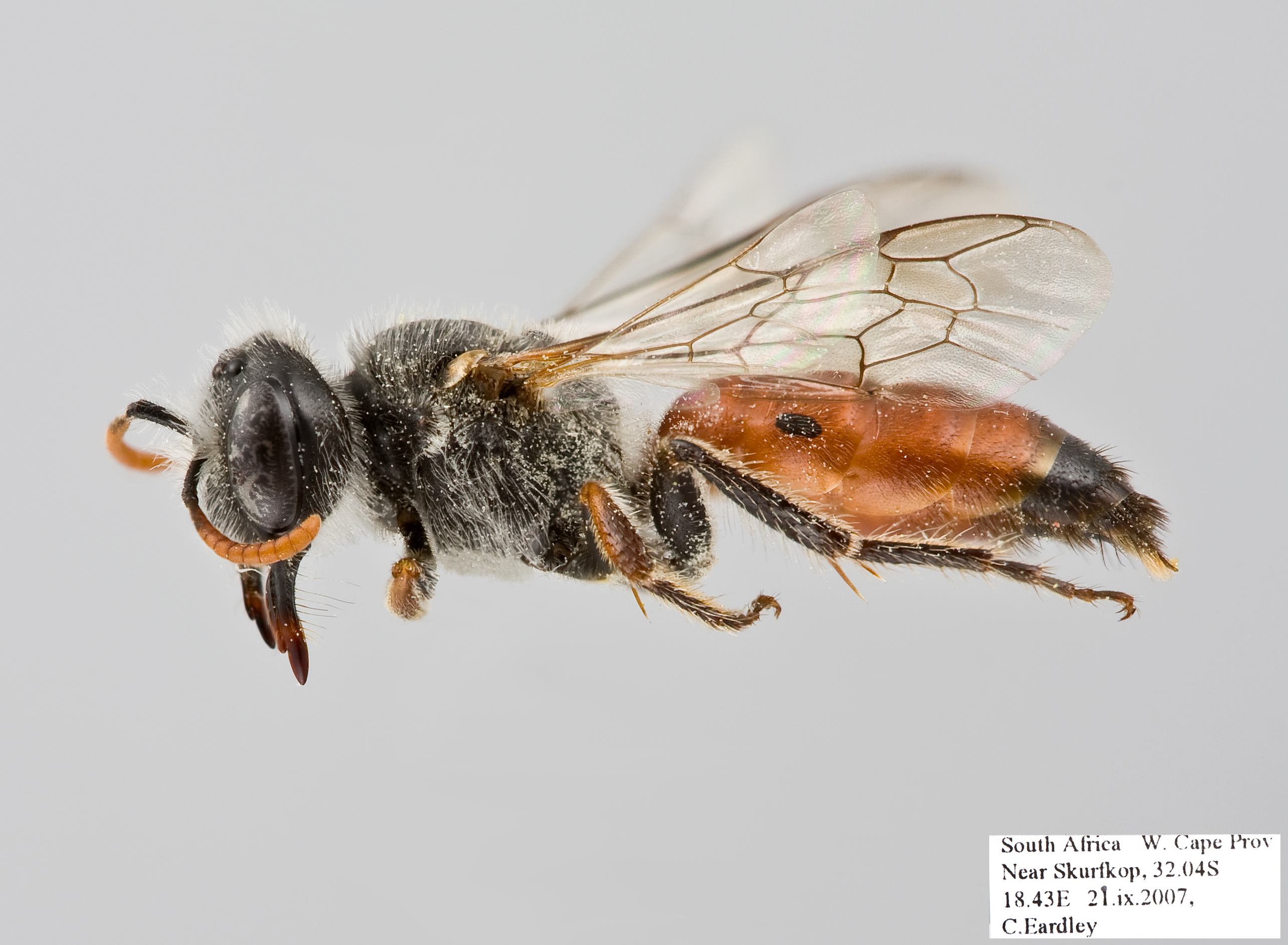